# Бали (народ)
Бали (также боли; англ. bali, boli; самоназвание: ɓalo, máyá) — адамава-убангийский народ, населяющий восточную часть Нигерии, главным образом, селение Бали и его окрестности, которые размещены к югу от реки Бенуэ, к северо-востоку от города Джалинго и к западу от города Йола на трассе Нуман — Джалинго (район Нуман штата Адамава). Наиболее близки по языку и культуре народу бали народы мумуйе, йенданг, вака, теме, кумба, пассам, генгле и кугама — их области расселения расположены к югу от этнической территории бали.
По оценкам, опубликованным на сайте организации Joshua Project, численность народа бали составляет около 4200 человек.
Народ бали говорит на языке бали адамава-убангийской семьи нигеро-конголезской макросемьи. Данный язык известен также под названиями «бибаали», «экпали», «ибаали», «абаали», «майя» (самоназвание — báalí). В классификации языков адамава, представленной в справочнике языков мира Ethnologue, язык бали вместе с языками кпасам, кугама, йенданг и йотти входит в состав подгруппы янданг группы мумуйе-янданг ветви леко-нимбари. Близок языку кпасам, возможно, кпасам и бали представляют собой два диалекта одного языка кпасам-бали. Письменность, созданная на базе латинской графики, используется с 2007 года. Численность говорящих на языке бали, согласно данным, опубликованным в справочнике Ethnologue, составляет около 2000 человек (1991). Помимо родного языка представители народа бали также владеют широко распространёнными на севере и на востоке Нигерии языками хауса и фула (нигерийский фульфульде), а также центральночадским языком бачама.
Большинство представителей народа бали исповедует христианство (55 %), часть этого народа сохраняет традиционные верования (30 %), также у бали имеется имеется община мусульман (15 %).